# Lovro Radonjić
Lovro Radonjić, född 26 november 1925 i Korčula, död 31 juli 1990, var en jugoslavisk vattenpolospelare och simmare. Han ingick i Jugoslaviens herrlandslag i vattenpolo vid olympiska sommarspelen 1952 och 1956 samt gjorde ett tredje OS-framträdande vid olympiska sommarspelen 1960, den gången i simning.
Radonjić spelade nio matcher i den olympiska vattenpoloturneringen i Helsingfors och sex matcher i den olympiska vattenpoloturneringen i Melbourne. Jugoslavien tog silver båda gångerna. I Rom tävlade han på 200 meter fjärilsim.